# 2020년 하계 올림픽 파라과이 선수단
2020년 하계 올림픽 파라과이 선수단은 2021년 일본 도쿄에서 열린 2020년 하계 올림픽에 참가한 올림픽 파라과이 선수단이다.
파라과이는 2020년 도쿄 하계 올림픽에 출전했다. 원래 2020년 7월 24일부터 8월 9일까지 열릴 예정이었던 올림픽은 코로나19 범유행으로 인해 2021년 7월 23일부터 8월 8일로 연기되었다. 이는 미국이 주도한 보이콧에 대한 파라과이의 부분적인 지지로 인해 모스크바에서 열린 1980년 하계 올림픽을 제외하고는 파라과이의 13번째 하계 올림픽 출전이었다.

## 출전 선수
| 종목   | 남자 | 여자 | 전체 |
| ------ | ---- | ---- | ---- |
| 육상   | 1    | 1    | 2    |
| 사이클 | 0    | 1    | 1    |
| 골프   | 1    | 0    | 1    |
| 조정   | 0    | 1    | 1    |
| 수영   | 1    | 1    | 2    |
| 테니스 | 0    | 1    | 1    |
| 전체   | 3    | 5    | 8    |

## 같이 보기
- 올림픽 파라과이 선수단